# Смолокурка (Ирбитское муниципальное образование)
Смолокурка  — упразднённый в октябре 2015 года посёлок в Свердловской области России. Входил на год упразднения в Ирбитское муниципальное образование. Ныне урочище на территории Ирбитского государственного охотничьего заказника.

## Географическое положение
Урочище Смолокурка расположено на территории муниципального образования «Ирбитское муниципальное образование» в 17 километрах (по автотрассе в 19 километрах) к западу от города Ирбит, на правом берегу реки Вязовка (левый приток реки Ирбит), в 2 километрах выше устья левого притока реки Черепанка. Урочище находится на территории Ирбитского государственного охотничьего заказника.

## История
Посёлок был упразднён областным законом № 109-ОЗ от 12 октября 2015 года.

## Население
| 2002 | 2010 |
| ---- | ---- |
| 0    | →0   |